# KNVB-Pokal 2018/19
Der KNVB-Pokal 2018/19 war die 101. Auflage des niederländischen Fußball-Pokalwettbewerbs. Inklusive der zwei Vorrunden nahmen 107 Mannschaften an dem Wettbewerb teil; die 34 Vereine der beiden Profiligen (ohne die vier dort spielenden Reserveteams) und 73 Amateurmannschaften aus den Ligaebenen 3 bis 9. Titelverteidiger war Feyenoord Rotterdam, das im Halbfinale ausschied.
Die erste Vorrunde begann am 18. August 2018, das Finale wurde am 5. Mai 2018 ausgetragen. Pokalsieger wurde Ajax Amsterdam durch ein 4:0 im Finale gegen Willem II Tilburg.

## Teilnehmende Teams
| Eredivisie (18) (Level 1) | Eredivisie (18) (Level 1) | Eerste Divisie (16) (Level 2) | Eerste Divisie (16) (Level 2)                                                                                           |
| --- | --- | --- | --- |
| - Ajax Amsterdam - ADO Den Haag - AZ Alkmaar - Excelsior Rotterdam - Feyenoord Rotterdam - FC Groningen - SC Heerenveen - Heracles Almelo - NAC Breda | - PSV Eindhoven - FC Utrecht - Vitesse Arnheim - VVV-Venlo - Willem II Tilburg - PEC Zwolle - BV De Graafschap ▲ - FC Emmen ▲ - Fortuna Sittard ▲ | - Roda JC Kerkrade ▼ - Sparta Rotterdam ▼ - FC Twente Enschede ▼ - Go Ahead Eagles - NEC Nijmegen - SC Cambuur - Almere City - FC Den Bosch | - FC Dordrecht - FC Eindhoven - Helmond Sport - MVV Maastricht - TOP Oss - SC Telstar 1963 - FC Volendam - RKC Waalwijk |
| Tweede Divisie (15) (Level 3) | | | |
| - AFC Amsterdam - BVV Barendrecht - SV De Treffers - Excelsior Maassluis                                                                              | - GVVV - HHC Hardenberg - VV IJsselmeervogels - VV Katwijk                                                                                        | - Koninklijke HFC - Kozakken Boys - FC Lienden - Rijnsburgse Boys                                                                           | - SVV Scheveningen - VV Sint Bavo - SV Spakenburg                                                                       |
| Derde Divisie (34) (Level 4) | | | |
| - Achilles ’29 - ADO '20 Heemskerk - Ajax Amsterdam Amateure - ASV De Dijk - ASWH - Blauw Geel '38 - JVC Cuijk - VV Dongen - VV DOVO                  | - VV Eemdijk - DVS '33 Ermelo - EVV Echt - VV GOES - HBS Craeyenhout - Harkemase Boys - HSV Hoek - USV Hercules - HSC ’21 Haaksbergen             | - FC Lisse - VV Noordwijk - VV SJC Noordwijk - ODIN '59 - OFC Oostzaan - Quick '20 Oldenzaal - SV OSS '20 - K.v.v. Quick Boys               | - Quick Den Haag - OJC Rosmalen - ONS Sneek - VV SteDoCo - SV TEC - VVOG Harderwijk - VV UNA - RKVV Westlandia          |
| Hoofdklasse (11) (Level 5) | | | |
| - MVV Alcides - SDO Bussum - SV DFS Opheusden | - VV Flevo Boys - VV Gemert - FC 's-Gravenzandse                                                                                                  | - RKSV Groene Ster - VV Staphorst - SV Urk                                                                                                  | - RKAV Volendam - VC Vlissingen                                                                                         |
| Eerste Klasse (7) (Level 6) | Tweede Klasse (4) (Level 7) | Derde Klasse (1) (Level 8) | Vierde Klasse (1) (Level 9)                                                                                             |
| - VV Alverna - VV Bekkerveld - VV Brielle - DZC '68 Doetinchem - JOS Watergraafsmeer - Sportlust '46 - RKSV Wittenhorst                               | - RKSV Cluzona - SV Marvilde - HVV Te Werve - VV Uno Animo                                                                                        | - MASV Arnheim | - ZVV Zaanlandia |

## Termine
| Runde         | Termine                        |
| ------------- | ------------------------------ |
| 1. Vorrunde   | 18. – 19. August 2018          |
| 2. Vorrunde   | 18. – 25. August 2018          |
| 1. Runde      | 25. – 27. September 2018       |
| 2. Runde      | 30. Oktober – 1. November 2018 |
| Achtelfinale  | 18. – 20. Dezember 2018        |
| Viertelfinale | 22. – 24. Januar 2019          |
| Halbfinale    | 27. – 28. Februar 2019         |
| Finale        | 5. Mai 2019                    |

## 1. Vorrunde
In der 1. Vorrunde spielten 32 Amateurmannschaften, 26 weitere erhielten ein Freilos für die zweite Vorrunde. Die Auslosung der Partien fand am 7. Juli 2018 statt.
| Datum      |                         | Ergebnis                         |                       |
| ---------- | ----------------------- | -------------------------------- | --------------------- |
| 18.08.2018 | ASWH (4)                | 5:0 (1:0)                        | MASV Arnheim (8)      |
| 18.08.2018 | FC 's-Gravenzande (5)   | 3:2 (1:0)                        | Quick Den Haag (4)    |
| 18.08.2018 | VV Eemdijk (4)          | 3:0 (1:0)                        | VC Vlissingen (5)     |
| 18.08.2018 | VV Alverna (6)          | 0:2 (0:1)                        | ODIN '59 (4)          |
| 18.08.2018 | EVV Echt (4)            | 7:0 (1:0)                        | VV Brielle (6)        |
| 18.08.2018 | VV GOES (4)             | 0:4 (0:2)                        | VV Staphorst (5)      |
| 18.08.2018 | Harkemase Boys (4)      | 2:1 (1:0)                        | ASV De Dijk (4)       |
| 18.08.2018 | HSV Hoek (4)            | 3:0 (1:0)                        | ADO '20 Heemskerk (4) |
| 18.08.2018 | SV OSS '20 (4)          | 2:4 n. V. (2:2, 2:2)             | VV Noordwijk (4)      |
| 18.08.2018 | Quick '20 Oldenzaal (4) | 2:6 (0:2)                        | DVS '33 Ermelo (4)    |
| 18.08.2018 | Sportlust '46 (6)       | 1:4 (1:1)                        | HBS Craeyenhout (4)   |
| 18.08.2018 | VV SteDoCo (4)          | 1:0 (0:0)                        | RKSV Cluzona (7)      |
| 18.08.2018 | SV Urk (5)              | 2:2 n. V. (2:2, 1:0) (5:4 i. E.) | SDO Bussum (5)        |
| 18.08.2018 | ZVV Zaanlandia (9)      | 1:1 n. V. (1:1, 0:1) (4:5 i. E.) | Achilles ’29 (4)      |
| 19.08.2018 | JOS Watergraafsmeer (6) | 1:2 n. V. (0:0)                  | RKVV Westlandia (6)   |
| 19.08.2018 | RKSV Bekkerveld (6)     | 2:4 (2:1)                        | USV Hercules (4)      |

In Klammern das jeweilige Ligalevel.

## 2. Vorrunde
In der 2. Vorrunde trafen die 16 Gewinner der 1. Vorrunde, die 26 Mannschaften, die ein Freilos gezogen hatten sowie 12 Mannschaften der Tweede Divisie aufeinander. Die Auslosung der Partien fand am 7. Juli 2018 statt.
| Datum      |                         | Ergebnis                         |                             |
| ---------- | ----------------------- | -------------------------------- | --------------------------- |
| 18.08.2018 | SV DFS Opheusden (5)    | 2:1 n. V. (1:1, 0:1)             | BVV Barendrecht (3)         |
| 18.08.2018 | VV DOVO (4)             | 3:0 (1:0)                        | K.v.v. Quick Boys (4)       |
| 18.08.2018 | DZC '68 Doetinchem (6)  | 0:2 (0:0)                        | SVV Scheveningen (3)        |
| 18.08.2018 | Rijnsburgse Boys (3)    | 3:1 (1:1)                        | Ajax Amsterdam Amateure (4) |
| 18.08.2018 | SV Spakenburg (3)       | 4:1 (2:0)                        | RKSV Wittenhorst (6)        |
| 18.08.2018 | JVC Cuijk (4)           | 2:3 (1:1)                        | Koninklijke HFC (3)         |
| 21.08.2018 | MVV Alcides (5)         | 2:0 (0:0)                        | VVOG Harderwijk (4)         |
| 21.08.2018 | FC 's-Gravenzande (5)   | 1:2 (0:2)                        | Excelsior Maassluis (3)     |
| 21.08.2018 | GVVV (3)                | 0:3 (0:2)                        | SV TEC (4)                  |
| 21.08.2018 | VV IJsselmeervogels (3) | 2:3 n. V. (2:2, 2:0)             | VV Noordwijk (4)            |
| 22.08.2018 | USV Hercules (4)        | 0:4 (0:1)                        | ASWH (4)                    |
| 22.08.2018 | Achilles ’29 (4)        | 1:6 (0:5)                        | Harkemase Boys (4)          |
| 22.08.2018 | Blauw Geel '38 (4)      | 0:1 (0:0)                        | SV Urk (5)                  |
| 22.08.2018 | SV De Treffers (3)      | 1:2 n. V. (1:1, 1:0)             | DVS '33 Ermelo (4)          |
| 22.08.2018 | VV Gemert (5)           | 1:1 n. V. (1:1, 0:0) (3:2 i. E.) | HSV Hoek (4)                |
| 22.08.2018 | HBS Craeyenhout (4)     | 2:3 (1:1)                        | ONS Sneek (4)               |
| 22.08.2018 | HHC Hardenberg (3)      | 0:3 (0:2)                        | OFC Oostzaan (4)            |
| 22.08.2018 | ODIN '59 (4)            | 1:0 (1:0)                        | VV Dongen (4)               |
| 22.08.2018 | OJC Rosmalen (4)        | 4:1 n. V. (1:1, 1:0)             | VV Flevo Boys (5)           |
| 22.08.2018 | RKAV Volendam (4)       | 1:0 n. V.                        | EVV Echt (5)                |
| 22.08.2018 | RKSV Groene Ster (5)    | 2:1 (0:1)                        | FC Lienden (3)              |
| 22.08.2018 | VV SJC Noordwijk (4)    | 0:2 (0:1)                        | FC Lisse (4)                |
| 22.08.2018 | VV Staphorst (5)        | 2:1 n. V. (1:1, 0:0)             | HSC ’21 Haaksbergen (4)     |
| 22.08.2018 | VV UNA (4)              | 2:4 (1:1)                        | VV Eemdijk (4)              |
| 22.08.2018 | VV Uno Animo (7)        | 1:6 (1:3)                        | VV Sint Bavo (3)            |
| 22.08.2018 | RKVV Westlandia (6)     | 2:1 (2:0)                        | VV SteDoCo (4)              |
| 25.08.2018 | HVV Te Werve (7)        | 3:1 n. V. (1:1, 0:0)             | SV Marvilde (7)             |

In Klammern das jeweilige Ligalevel.

## 1. Runde
In dieser Runde stiegen die Profiklubs aus der Eredivisie und der Eerste Divisie ein; komplettiert wurde das 64er-Feld durch die Gewinner der 2. Vorrunde sowie den Meister (VV Katwijk) und zwei der drei Staffelsieger (Kozakken Boys, Amsterdamsche FC) der Tweede Divisie 2017/18. Eredivisie-Mannschaften, die in einem europäischen Pokalwettbewerb antraten, konnten nicht gegeneinander gelost werden. Bei Partien gegen Profiteams hatte die Amateurmannschaft stets Heimrecht. Die Partien wurden am 25. August 2018 ausgelost.
| Datum      |                         | Ergebnis                         |                         |
| ---------- | ----------------------- | -------------------------------- | ----------------------- |
| 25.09.2018 | AFC Amsterdam (3)       | 5:0 (1:0)                        | SC Telstar 1963 (2)     |
| 25.09.2018 | SVV Scheveningen (3)    | 2:3 n. V. (2:2, 2:1)             | SC Cambuur (2)          |
| 25.09.2018 | RKC Waalwijk (2)        | 2:0 (1:0)                        | NAC Breda (1)           |
| 25.09.2018 | DVS '33 Ermelo (4)      | 0:6 (0:3)                        | Roda JC Kerkrade (2)    |
| 25.09.2018 | Koninklijke HFC (3)     | 4:0 (1:0                         | Harkemase Boys (4)      |
| 25.09.2018 | FC Volendam (2)         | 1:2 (1:1)                        | Willem II Tilburg (1)   |
| 25.09.2018 | Rijnsburgse Boys (3)    | 1:1 n. V. (4:5 i. E.)            | TOP Oss (2)             |
| 25.09.2018 | VV Noordwijk (4)        | 3:2 (1:2)                        | Sparta Rotterdam (2)    |
| 25.09.2018 | Go Ahead Eagles (2)     | 2:0 (0:0)                        | FC Eindhoven (2)        |
| 25.09.2018 | SV Spakenburg (3)       | 3:0 (1:0)                        | SV DFS Opheusden (5)    |
| 25.09.2018 | FC Den Bosch (2)        | 1:2 (1:1)                        | Heracles Almelo (1)     |
| 25.09.2018 | Almere City (2)         | 1:0 (1:0)                        | FC Dordrecht (2)        |
| 25.09.2018 | Helmond Sport (2)       | 0:5 (0:1)                        | Fortuna Sittard (1)     |
| 25.09.2018 | Excelsior Rotterdam (2) | 2:3 n. V. (2:2, 2:1)             | NEC Nijmegen (2)        |
| 25.09.2018 | ODIN '59 (4)            | 1:0 (1:0)                        | FC Lisse (4)            |
| 25.09.2018 | RKVV Westlandia (6)     | 0:3 (0:1)                        | VVV-Venlo (1)           |
| 25.09.2018 | VV Sint Bavo (3)        | 3:3 n. V. (2:2, 1:1) (3:5 i. E.) | BV De Graafschap (1)    |
| 25.09.2018 | Kozakken Boys (3)       | 3:1 (3:1)                        | ONS Sneek (4)           |
| 26.09.2018 | VV Staphorst (5)        | 0:1 (0:1)                        | PEC Zwolle (1)          |
| 26.09.2018 | Excelsior Maassluis (3) | 0:4 (0:2)                        | PSV Eindhoven (1)       |
| 26.09.2018 | VV DOVO (4)             | 2:2 n. V. (1:1, 0:0) (4:5 i. E.) | SV Urk (5)              |
| 26.09.2018 | VV Eemdijk (4)          | 1:4 (0:2)                        | ASWH (4)                |
| 26.09.2018 | RKAV Volendam (5)       | 1:2 (0:2)                        | Vitesse Arnheim (1)     |
| 26.09.2018 | VV Katwijk (3)          | 0:1 n. V. (0:0, 0:0)             | SC Heerenveen (1)       |
| 26.09.2018 | OJC Rosmalen (4)        | 0:6 (0:3)                        | ADO Den Haag (1)        |
| 26.09.2018 | RKSV Groene Ster (5)    | 2:1 (1:0)                        | SV TEC (4)              |
| 26.09.2018 | HVV Te Werve (7)        | 0:7 (0:4)                        | Ajax Amsterdam (1)      |
| 27.09.2018 | MVV Alcides (5)         | 0:6 (0:4)                        | AZ Alkmaar (1)          |
| 27.09.2018 | OFC Oostzaan (4)        | 1:3 (0:1)                        | FC Emmen (1)            |
| 27.09.2018 | FC Groningen (1)        | 0:2 (0:1)                        | FC Twente Enschede (2)  |
| 27.09.2018 | FC Utrecht (1)          | 2:0 (0:0)                        | MVV Maastricht (2)      |
| 27.09.2018 | VV Gemert (5)           | 0:4 (0:2)                        | Feyenoord Rotterdam (1) |

In Klammern das jeweilige Ligalevel.

## 2. Runde
Die Partien wurden am 29. September 2018 ausgelost. Das automatische Heimrecht für Amateurmannschaften entfiel.
| Datum      |                         | Ergebnis             |                      |
| ---------- | ----------------------- | -------------------- | -------------------- |
| 30.10.2018 | AFC Amsterdam (3)       | 1:0 (0:0)            | TOP Oss (2)          |
| 30.10.2018 | PSV Eindhoven (1)       | 2:3 n. V. (2:2, 1:1) | RKC Waalwijk (2)     |
| 30.10.2018 | SC Cambuur (2)          | 2:1 (1:1)            | Koninklijke HFC (3)  |
| 30.10.2018 | Kozakken Boys (3)       | 2:1 (1:0)            | Almere City (2)      |
| 30.10.2018 | FC Twente Enschede (2)  | 4:2 (3:1)            | VV Noordwijk (4)     |
| 30.10.2018 | SV Urk (5)              | 0:1 (0:1)            | Roda JC Kerkrade (2) |
| 30.10.2018 | BV De Graafschap (1)    | 2:5 (0:3)            | PEC Zwolle (1)       |
| 31.10.2018 | Heracles Almelo (1)     | 0:2 (0:1)            | Vitesse Arnheim (1)  |
| 31.10.2018 | AZ Alkmaar (1)          | 2:0 (0:0)            | VVV-Venlo (1)        |
| 31.10.2018 | RKSV Groene Ster (5)    | 1:3 (1:0)            | SC Heerenveen (1)    |
| 31.10.2018 | Willem II Tilburg (1)   | 5:0 (2:0)            | SV Spakenburg (3)    |
| 31.10.2018 | FC Utrecht (1)          | 5:1 (2:1)            | ASWH (4)             |
| 31.10.2018 | FC Emmen (1)            | 1:3 (1:1)            | ODIN '59 (4)         |
| 31.10.2018 | Ajax Amsterdam (1)      | 3:0 (2:0)            | Go Ahead Eagles (2)  |
| 01.11.2018 | NEC Nijmegen (2)        | 2:3 (2:1)            | Fortuna Sittard (1)  |
| 01.11.2018 | Feyenoord Rotterdam (1) | 5:1 (2:1)            | ADO Den Haag (1)     |

In Klammern das jeweilige Ligalevel.

## Achtelfinale
Die Partien wurden am 3. November 2018 ausgelost
| Datum      |                         | Ergebnis                         |                     |
| ---------- | ----------------------- | -------------------------------- | ------------------- |
| 18.12.2018 | Willem II Tilburg (1)   | 3:0 (3:0)                        | AFC Amsterdam (2)   |
| 18.12.2018 | FC Twente Enschede (2)  | 2:0 (1:0)                        | RKC Waalwijk (2)    |
| 18.12.2018 | AZ Alkmaar (1)          | 5:0 (3:0)                        | PEC Zwolle (1)      |
| 19.12.2018 | ODIN '59 (4)            | 1:3 (1:1)                        | SC Heerenveen (1)   |
| 19.12.2018 | Fortuna Sittard (1)     | 2:1 (1:0)                        | SC Cambuur (2)      |
| 19.12.2018 | Roda JC Kerkrade (2)    | 1:1 n. V. (1:1, 1:1) (2:4 i. E.) | Ajax Amsterdam (1)  |
| 20.12.2018 | Kozakken Boys (3)       | 1:2 (0:1)                        | Vitesse Arnheim (1) |
| 20.12.2018 | Feyenoord Rotterdam (1) | 1:0 (1:0)                        | FC Utrecht (1)      |

In Klammern das jeweilige Ligalevel.

## Viertelfinale
Die Partien wurden am 22. Dezember 2018 ausgelost
| Datum      |                         | Ergebnis  |                       |
| ---------- | ----------------------- | --------- | --------------------- |
| 22.01.2019 | AZ Alkmaar (1)          | 2:0 (1:0) | Vitesse Arnheim (1)   |
| 23.01.2019 | FC Twente Enschede (2)  | 2:3 (0:0) | Willem II Tilburg (1) |
| 23.01.2019 | Feyenoord Rotterdam (1) | 4:1 (1:0) | Fortuna Sittard (1)   |
| 24.01.2019 | Ajax Amsterdam (1)      | 3:1 (3:0  | SC Heerenveen (1)     |

In Klammern das jeweilige Ligalevel.

## Halbfinale
| Datum      |                         | Ergebnis                         |                    |
| ---------- | ----------------------- | -------------------------------- | ------------------ |
| 27.02.2019 | Feyenoord Rotterdam (1) | 0:3 (0:3)                        | Ajax Amsterdam (1) |
| 28.02.2019 | Willem II Tilburg (1)   | 1:1 n. V. (1:1, 0:1) (4:5 i. E.) | AZ Alkmaar (1)     |

In Klammern das jeweilige Ligalevel.

## Finale
| Willem II Tilburg                  | Willem II Tilburg | Ajax Amsterdam | Ajax Amsterdam | Aufstellung                                        |
| ---------------------------------- | --- | --- | -------------- | -------------------------------------------------- |
| Willem II Tilburg                  | \| 5. Mai 2019 in Rotterdam (De Kuip) \| \| Ergebnis: 0:4 (0:2) \| \| Schiedsrichter: Serdar Gözübüyük \| \| Spielbericht \| | \| 5. Mai 2019 in Rotterdam (De Kuip) \| \| Ergebnis: 0:4 (0:2) \| \| Schiedsrichter: Serdar Gözübüyük \| \| Spielbericht \| | Ajax Amsterdam | Aufstellung Willem II Tilburg gegen Ajax Amsterdam |
| Willem II Tilburg                  | Timon Wellenreuther – Fernando Lewis, Freek Heerkens, Jordens Peters (62. Daniel Crowley), Diego Palacios – Damil Dankerlui (62. Marios Vrousai), Thomas Meißner, Pol Llonch, Renato Tapia – Alexander Isak, Vangelis Pavlidis Cheftrainer: Adrie Koster | André Onana – Rasmus Kristensen, Matthijs de Ligt, Noussair Mazraoui, Daley Blind – Nicolás Tagliafico, Donny van de Beek, Frenkie de Jong (79. Lasse Schöne), Hakim Ziyech (58. David Neres) – Klaas Jan Huntelaar, Dušan Tadić (73. Zakaria Labyad) Cheftrainer: Erik ten Hag | Ajax Amsterdam | Aufstellung Willem II Tilburg gegen Ajax Amsterdam |
| Willem II Tilburg                  | 0:1 Blind (38.) 0:2 Huntelaar (39.) 0:3 Huntelaar (67.) 0:4 Kristensen (76.) | | Ajax Amsterdam | Aufstellung Willem II Tilburg gegen Ajax Amsterdam |
| Willem II Tilburg                  | Llonch (78.) | | Ajax Amsterdam | Aufstellung Willem II Tilburg gegen Ajax Amsterdam |
| 5. Mai 2019 in Rotterdam (De Kuip) | | |                |                                                    |
| Ergebnis: 0:4 (0:2)                | | |                |                                                    |
| Schiedsrichter: Serdar Gözübüyük   | | |                |                                                    |
| Spielbericht                       | | |                |                                                    |